# Стивенс (Арканзас)
Стивенс (енгл. Stephens) град је у америчкој савезној држави Арканзас.

## Демографија
По попису из 2010. године број становника је 891, што је 261 (-22,7%) становника мање него 2000. године.
| Група             | 2000.       | 2010.       |
| Белци             | 609 (52,9%) | 362 (40,6%) |
| Афроамериканци    | 528 (45,8%) | 515 (57,8%) |
| Азијати           | 0 (0,0%)    | 0 (0,0%)    |
| Хиспаноамериканци | 8 (0,7%)    | 8 (0,9%)    |
| Укупно            | 1.152       | 891         |